# François Carré de Lusançay
Pour les articles homonymes, voir Carré de Lusançay, Carré (homonymie) et Lusançay.
François Carré de Lusançay, alias Yves de La Hautière, est un militaire français, compagnon de la Libération, né le 12 août 1909 à Saint-Germain-sur-Moine et mort le 30 avril 1957 à Angers.

## Biographie
François Carré de Lusançay est le fils de Gustave Ernest Frédéric Carré de Lusançay, officier de cavalerie, et d'Anne-Marie Jeanne Gautret de La Moricière. Il est élève de l'École spéciale militaire de Saint-Cyr.

## Distinctions
- Officier de la Légion d'honneur (1952)[1]
- Compagnon de la Libération par décret du 7 août 1945[2]
- Croix de guerre 1939-1945 (4 citations)
- Croix de guerre des Théâtres d'opérations extérieurs
- Médaille de la Résistance française par décret du 24 avril 1946[3]
- Médaille des évadés
- Médaille coloniale avec agrafes « Libye », « Tunisie, « E-O »
- Officier du Nichan Iftikhar